# Calle Teatinos
La calle Teatinos es una arteria vial de la ciudad y comuna de Santiago.

## Nombre
El nombre dado a la calle de «Teatinos» le viene de un beaterío, fundado por los jesuitas, que fue puesto bajo la protección de san Cayetano, fundador, en 1524, de la orden de los Teatinos, en Chieti (Italia). Esa comunidad religiosa pasó a llamarse «de los Teatinos», a imitación de los clérigos que había fundado el mismo Santo y se encontraba donde hoy está el Palacio de La Moneda de la ciudad de Santiago de Chile.
Con Carlos III en 1767, la orden de los jesuitas fue expulsada del país y el terreno de la comunidad pasó a manos del Colegio Carolino, que fue comprado luego por el Gobierno de Ambrosio Benavides para construir la Casa de la Moneda, que pasó por último a ser el edificio de Gobierno de Chile. Aun así, el nombre de Teatinos lo conserva la calle hasta el día de hoy.

## Ubicación
Son diez las manzanas que completan la extensión de Teatinos, las que van desde las avenidas Libertador Bernardo O’Higgins a Presidente Balmaceda. El nombre de sus calles es el siguiente: Moneda, Agustinas, Huérfanos, Compañía de Jesús, Catedral, Santo Domingo, Rosas, San Pablo, General Mackenna, terminando en Avenida Presidente Balmaceda. Las tres primeras manzanas dan muestra de la cercanía con el Palacio de La Moneda, por los diversos edificios gubernamentales existentes, como la Tesorería General de la República, que se encuentra frente a la puerta poniente de la Casa de Gobierno, al igual que la Contraloría General de la República, Ministerio de Agricultura y el edificio Moneda Bicentenario. Los edificios del Ministerio de Hacienda, Justicia y Relaciones Exteriores, se encuentran todos ellos frente a la Plaza de la Constitución, entre calle Moneda y Agustinas. Todos ellos son custodiados cada día por fuerzas de carabineros.
Frente a La Moneda se encuentra la Plaza de la Constitución donde se erige, al costado poniente de ésta, la figura de un exmandatario con el grabado: “Eduardo Frei Montalva Presidente de Chile 1964 – 1970”. Y al costado de oriente se encuentra la figura del expresidente Salvador Allende. El lugar se haya custodiado por las Fuerzas Especiales de Carabineros de Chile. Son alrededor de 50 los hombres que se reparten entre la Avenida Alameda, Morandé, Agustinas, Moneda y Teatinos.
De la Alameda al sur, la calle toma el nombre de Nataniel Cox.

## Descripción
Entre la Avenida Libertador General Bernardo O'Higgins (conocida como Alameda) y Agustinas es posible ver un constante andar de gente, como es común en la zona centro de Santiago. Entre Agustinas y Huérfanos la manzana está ocupada por dos bancos, tres quioscos, dos edificios ministeriales Medio Ambiente y de Trabajo y Previsión Social, un café y una compañía de seguros. Entre Huérfanos y Compañía de Jesús, abundan las notarías, oficinas privadas y el edificio del Tribunal Calificador de Elecciones. 
Entre las calles Compañía de Jesús y Catedral, es posible ver un aumento de los cafés: un total de ocho.
En Teatinos 765 se erige una capilla, con el nombre de Benditas Almas del Purgatorio, entre las calles Rosas y San Pablo. El lugar pertenece al Arzobispado de Santiago y tiene una antigüedad de alrededor de 100 años. Las misas en esta capilla se realizan los lunes, día instaurado para rezar por las almas del Purgatorio. Desde 2010, al costado de esta capilla se levanta el Monasterio de las Hermanitas del Cordero, que combinan la vida contemplativa con la atención a los pobres, particularmente a quienes pasan hambre.

## Lugares
- Capilla de Ánimas (Santiago de Chile)